# 300 North LaSalle
Le 300 North LaSalle est un gratte-ciel de Chicago (Illinois, États-Unis), dont la construction s'est achevée en 2009. Il mesure 239 mètres de hauteur.